# Swatch Group
The Swatch Group AG ist ein weltweit tätiges Unternehmen, das auf die Herstellung und den Verkauf von Uhren und Schmuck sowie von Uhrwerken und -komponenten spezialisiert ist. Darüber hinaus ist die Swatch Group auch in der Herstellung und im Verkauf von elektronischen Systemen und Komponenten sowohl für die Uhrenindustrie wie auch für weitere Branchen tätig. Das Unternehmen hat seinen Hauptsitz in Biel/Bienne, der rechtliche Sitz befindet sich in Neuenburg. Die Gruppe gehört zu den 500 grössten Familienunternehmen der Welt.

## Geschichte
Die Swatch Group entstand 1983 als SMH (Société de Microélectronique et d’Horlogerie SA / Schweizerische Gesellschaft für Mikroelektronik und Uhrenindustrie AG) aus der Fusion der Uhrenhersteller ASUAG (Allgemeine Schweizerische Uhrenindustrie, gegründet 1931) und der SSIH (Societé Suisse de l’Industrie Horlogère, gegründet 1930), nachdem eine schwere Krise in der Schweizer Uhrenindustrie, die in den 1970er Jahren durch die enorme Billig-Konkurrenz aus Asien hervorgerufen wurde, die beiden Unternehmen in die Insolvenz gezwungen hatte. Der Aufbau von SMH erfolgte durch Nicolas George Hayek sen. zusammen mit Stephan Schmidheiny als grösstem Geldgeber, welcher den Fähigkeiten und Absichten von Hayek vertraute. 1998 änderte der Konzern seinen Namen in Swatch Group (The Swatch Group AG).

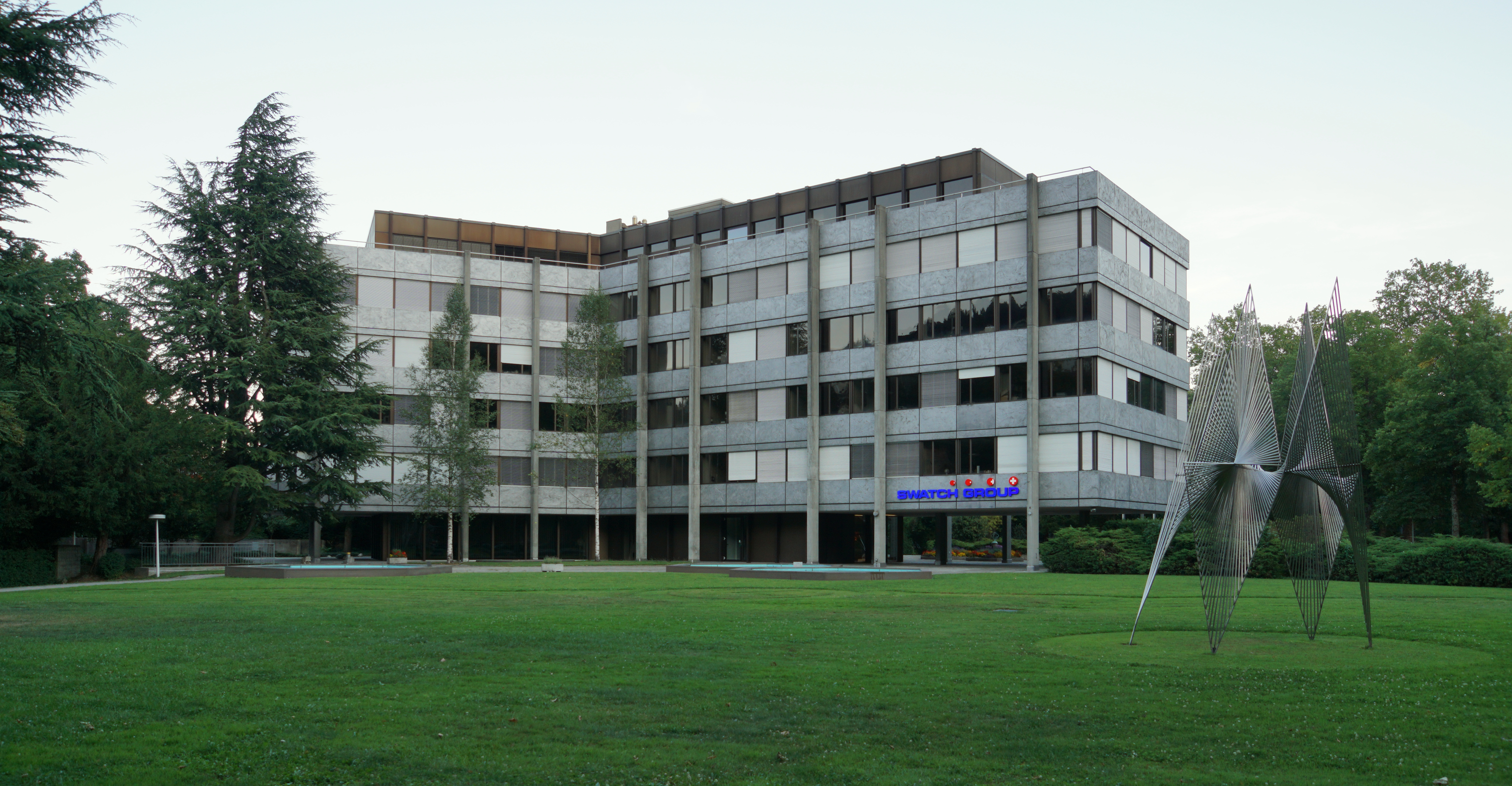
Hauptsitz der Swatch Group an der Seevorstadt in Biel

Als Vater der Swatch Group sowie als Retter der Schweizer Uhrenindustrie aus ihrer Krise in den 1970er-Jahren gilt deshalb Nicolas Hayek sen., der bis zu seinem Tod am 28. Juni 2010 den Verwaltungsrat der Gruppe präsidierte. In der Nachfolge wurde seine Tochter Nayla Hayek zur Präsidentin des Verwaltungsrats gewählt. CEO ist Nicolas Hayeks Sohn Georges Nicolas Hayek jun. (bekannt als Nick Hayek).

## Bedeutende Übernahmen
- Die Swatch Group übernahm das traditionsreiche Unternehmen Blancpain S. A. im Jahr 1992 für 60 Millionen CHF. Der Markenname Blancpain wurde bereits 1735 eingeführt, die wohl älteste Armbanduhrmarke der Welt.[10] Marc A. Hayek, Enkel des Gründers der Swatch-Gruppe, repositionierte die entsprechende Uhrenkollektion ab 2002 erfolgreich. 2010 wurde zusätzlich die Frédéric Piquet S.A. in Le Brassus, Vallée de Joux, übernommen, welche zuvor schon wichtiger Lieferant von Komponenten für Blancpain war.
- Ein weiteres Unternehmen mit langer Tradition seit 1775 war die in Paris gegründete Breguet SA (Tisch- und Taschenuhren, später Armbanduhren und Chronometer). Vorgängig zu Swatch war sie im Besitz der Finanzgesellschaft Investcorp. Breguet wurde 1999 von Swatch übernommen und zählt heute zu den Prestige-Armbanduhrmarken der Swatch-Gruppe.
- Im Jahr 2000 kaufte die Swatch-Gruppe die Glashütter Uhrenbetrieb GmbH in der Stadt Glashütte (Sachsen). Deren Anfänge gehen auf das Jahr 1845 zurück. Zur Zeit der DDR entstand aus den ansässigen Uhrenherstellern der VEB Glashütter Uhrenbetriebe. Nach der Wiedervereinigung Deutschlands wurde die Glashütter Uhrenbetrieb GmbH 1990 dessen Rechtsnachfolger. Danach setzte dieses Unternehmen neben Eigenfabrikaten bereits auch Uhrwerke von ETA, einer Tochtergesellschaft der Swatch Group ein, bevor das Unternehmen von Swatch übernommen wurde.
- Am 26. März 2013 kaufte die Swatch-Gruppe die HW Holding Inc., Besitzer der Harry Winston Inc. in New York, ein auf hochwertigen Schmuck und entsprechende Uhren spezialisiertes Unternehmen. Der Kaufpreis von 711 Millionen CHF beinhaltete einen Goodwill von 569 Millionen CHF.[11]

## Unternehmen
Die Swatch Group ist eine Holding, die in 37 Tochtergesellschaften im Ausland in rund 50 Ländern über 36'000 Mitarbeiter beschäftigt. Der eingetragene Sitz befindet sich in Neuenburg, die Verwaltung in Biel. 2016 erwirtschaftete die Unternehmensgruppe einen Umsatz von CHF 7,553 Milliarden. Das Unternehmen ist wertmässig der weltweit grösste Hersteller von Fertiguhren.
Das Kerngeschäft der Swatch Group bildet das Segment Uhren und Schmuck, das rund 97 Prozent zum gesamten Konzernumsatz beisteuert. (Seit 2013 wird das frühere Segment Produktion darin integriert.) Elektronische Systeme tragen rund 3 Prozent zum Konzernumsatz bei.
Die Swatch Group ist sowohl im Uhrenbereich mit 18 Marken als auch im Schmuckbereich in allen
Markt- und Preissegmenten vertreten.
Zum Prestige-Marktsegment zählen die Uhrenmarken Breguet, Blancpain und Glashütte-Original. Im Luxus-Marktsegment befinden sich Jaquet Droz, Léon Hatot, Omega und Harry Winston. Im oberen Preissegment sind Longines, Rado und Union Glashütte zu finden. Im mittleren Marktsegment sind die Marken Tissot, Balmain, Hamilton, Certina und Mido angesiedelt. Im Basis-Marktsegment findet man die Marken Swatch und Flik Flak. Hinzu kommt das private Label Endura, das im Auftrag von Unternehmen oder anderen Marken in Lizenz Uhren produziert, so u. a. für Mango, Timberland oder Asics.
Die Swatch Group umfasst heute folgende 18 Uhrenmarken aufgeteilt nach Preissegment:
- Prestige und Luxussegment
  - Breguet (CH)
  - Blancpain (CH)
  - Glashütte Original (D)
  - Jaquet Droz (CH)
  - Léon Hatot (CH)
  - Harry Winston (USA)
  - Omega (CH)

- Oberes Preissegment
  - Longines (CH)
  - Rado (CH)
  - Union Glashütte (D)

- Mittleres Preissegment
  - Tissot (CH)
  - Balmain (CH)
  - Certina (CH)
  - Mido (CH)
  - Hamilton (CH)

- Basissegment
  - Swatch (CH)
  - Flik Flak (CH) Swatch Swiss Autoquarz

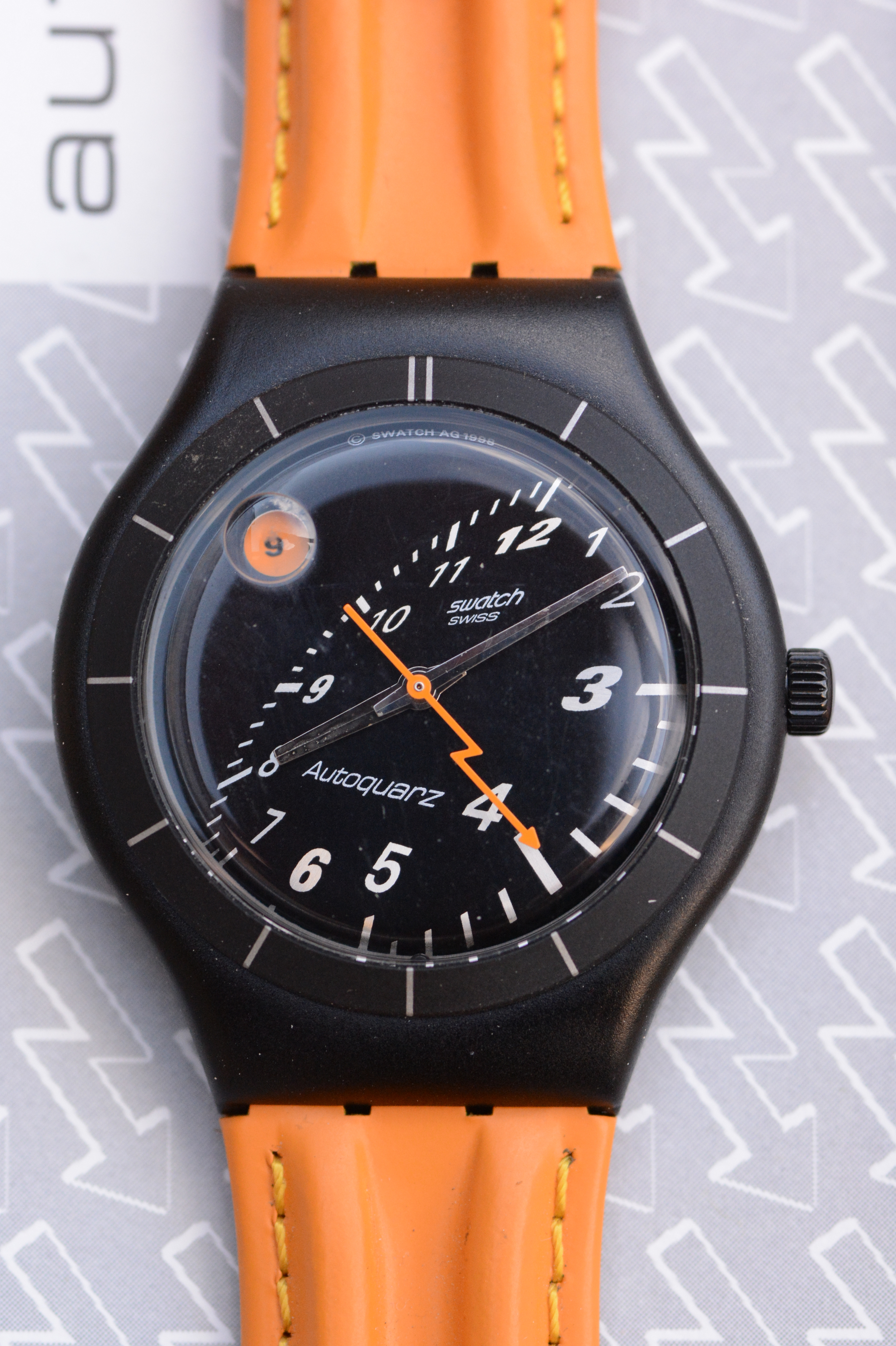
Swatch Swiss Autoquarz

Für den Vertrieb der Uhren im Prestige- und Luxussegment unterhält die Swatch Group unter dem Namen Tourbillon an exklusiven Standorten eigens dafür geschaffene Multimarken-Boutiquen, benannt nach der Uhrenkomplikation. Dabei wird für jede Marke eine gesonderte Präsentation nach dem Konzept Shop-in-shop vorgenommen.
- Swiss Timing
  - Unter dem Dachnamen Swiss Timing sind die beiden Firmen Omega und Longines seit 1972 an zahlreichen internationalen Sportveranstaltungen für die Zeitmessung verantwortlich. Seit 1932 pflegen die beiden Firmen ein enges Verhältnis zum Internationalem Olympischen Komitee IOC. Omega ist seit 2006 offizielle Partnerin des IOK für alle Olympia-Wettbewerbe und besitzt einen Exklusivvertrag für die Zeitmessung der Spiele bis ins Jahr 2032.[13][14]

## Produktionsunternehmen und Zulieferbetriebe
Zur Swatch Group gehören Produktionsunternehmen, die Uhrwerke und Komponenten an die konzerneigenen, aber auch an konzernfremde Uhrenmarken liefern:
- Comadur (Keramik, Saphirgläser, Hartwerkstoffe), (CH)
- Deutsche Zifferblatt Manufaktur GmbH (Zifferblätter), (DE)
- Dress Your Body (Schmuck-Produktion), (CH)
- ETA SA (Uhrwerke), (CH)
- Favre et Perret S.A. (Gehäuse), (CH)
- GHHH (Habillage), (CH)
- Lascor (Gehäuse, Armbänder), (CH)
- Lemania (Rohwerke)
- Meco (Kronen, Drücker), (CH)
- MOM Le Prélet
- Nivarox-FAR (Komponenten der Regulierungsorgane), (CH)
- Nouvelle Lémania SA (Uhrwerke), (CH)
- Frédéric Piguet SA (Uhrwerke), (CH)
- Rubattel & Weyermann SA (Zifferblätter), (CH)
- Georges Ruedin SA (Gehäuse), (CH)
- Simon et Membrez
- Unitas (Rohwerke)
- Universo (Zeiger), (CH)
- Valdar, (CH)

Hinzu kommen diverse weitere Zulieferbetriebe im Sektor Elektronik, unter anderem der Batteriehersteller Renata AG, EM Microelectronic Marin (Chip- und Sensorenhersteller) und Micro Crystal (Quarze).

## Organisation und Geschäftsführung
Die Swatch Group wird von einer achtköpfigen Konzernleitung geführt. Hinzu kommt eine elfköpfige erweiterte Konzernleitung. Präsident der Konzernleitung und damit CEO ist Georges Nicolas (Nick) Hayek jun. Der Verwaltungsrat setzt sich aus fünf Mitgliedern zusammen und wurde bis zu seinem Tod im Juni 2010 von Nicolas George Hayek (sen.) präsidiert, der auch das grösste Aktienpaket der Swatch Group hielt. Am 30. Juni 2010 wurde seine Tochter Nayla Hayek zur Präsidentin des Verwaltungsrats gewählt. Die Corporate Governance der Swatch Group ist von mehreren Organisationen kritisiert worden. So belegt die Swatch Group in der Rangliste von zRating den unrühmlichen 158. Rang von insgesamt 165 beurteilten Schweizer Unternehmen.
Die Swatch Group verfügt im Ausland über 37 Tochtergesellschaften auf vier Kontinenten. In Europa hat sie Tochtergesellschaften in Deutschland, Österreich, Belgien, Dänemark, Finnland, Frankreich, Griechenland, Grossbritannien, Irland, Italien, Luxemburg, den Niederlanden, Norwegen, Polen, Russland, Schweden, Spanien und der Türkei. In Amerika finden sich Tochtergesellschaften in den USA, in Kanada, in der Karibik, in Brasilien und Mexiko und in Asien in China, Hongkong, Macau, Indien, Indonesien, Japan, Malaysia, Singapur, Südkorea, Thailand, Taiwan und in den Vereinigten Arabischen Emiraten. Hinzu kommen die Tochtergesellschaften in Australien und Südafrika.

## Aktie und Besitzverhältnisse
Es bestehen Namenaktien zu nominal 0,45 CHF und Inhaberaktien zu nominal 2,25 CHF.
Per Ende 2015 sind 124'045'000 Namenaktien und 30'840'000 Inhaberaktien ausstehend. Die Namensaktien sind im SMI MID enthalten.
Das Eigenkapital der Swatch Group beträgt per Ende 2016 11,073 Mia CHF, was 84,5 % der Bilanzsumme ausmacht.
Bedeutende Aktionäre sind:
| Stimmrecht | Aktionärsgruppe                                                              |
| ---------- | ---------------------------------------------------------------------------- |
| 40,1 %     | Hayek Pool sowie ihm nahestehende Gesellschaften, Institutionen und Personen |

Die Swatch Group hat nicht nur zwei Aktienkategorien mit unterschiedlichem Nennwert/Stimmgewicht, sondern auch eine Opting-up-Klausel mit einem Grenzwert von 49 % in ihren Statuten. Dies bedeutet, dass der Hayek-Pool mit einem Stimmenanteil von 40,5 % sein Aktienpaket bis auf 49 % der Stimmen aufstocken oder zu einem Aufpreis verkaufen kann, ohne dass den übrigen Aktionären ein Übernahmeangebot gemacht werden muss.

## Nicolas G. Hayek Watchmaking School
Zur Swatch Group gehört auch die Uhrmacherschule Nicolas G. Hayek Watchmaking School. Diese widmet sich der Ausbildung professioneller Uhrmacher und zukünftiger Kundendienstleiter für die schweizerische Uhrenbranche durch das Angebot einer WOSTEP-Ausbildung (Watchmakers of Switzerland Training and Education Program). Die Schulen befinden sich in Miami (USA), Shanghai (China), Kuala Lumpur (Malaysia), Pforzheim (Deutschland) und Glashütte (Deutschland).

## Projekte
Seit einigen Jahren errichtet die Swatch Group neben der Uhrenproduktion an strategisch bedeutenden Standorten markante Bauwerke, die die Gruppe in der Welt repräsentieren. Ende November 2014 wurde der historische Peterhof an der Bahnhofstrasse in Zürich, bekannt als Griederhaus, gekauft.

### Nicolas G. Hayek Center, Tokio
Da der asiatische Markt für die Gruppe sehr wichtig ist und in Zukunft noch an Bedeutung gewinnen dürfte, erbaute das Unternehmen das Nicolas G. Hayek Center in Tokio. Das 14-stöckige Gebäude im Einkaufsquartier Ginza verfügt über hängende Gärten, die alle vierzehn Stockwerke begrünen, hydraulische Lifte im Inneren sowie ein ökologisches Gesamtkonzept des Bauwerks. Im Gebäude befinden sich Boutiquen sowie das Hauptquartier der Swatch Group Japan.

### Cité du Temps, Biel/Bienne
Die Cité du Temps – französisch für Stadt der Zeit – liegt auf dem Swatch Omega Campus im Herzen von Biel. Dieser Ort widmet sich gänzlich der Zeit und vereint den verspielten, fröhlichen Stil der Marke Swatch und den luxuriösen Charakter von Omega unter einem Dach. Die Besucher haben die Möglichkeit in zwei verschiedene Welten der Uhrmacherkunst einzutauchen, welche in zwei Museen präsentiert werden: Planet Swatch und Omega Museum.

### Swatch Art Peace Hotel, Shanghai
Noch im Umbau befindet sich das historische Peace Hotel in Shanghai, China. Nach den Sanierungsarbeiten soll das Peace Hotel chinesischen sowie internationalen Künstlern als Plattform dienen.

### Neubau des Swatch Hauptsitzes, Biel
Am 3. Oktober 2019 wurde nach fast fünf Jahren Bauzeit der Neubau des Swatch-Hauptsitzes in Biel eröffnet. Die gewölbte und geschwungene, mit lichtdurchlässigen Wabenelementen verkleidete Holzgitterkonstruktion entwarf der japanische Architekt Shigeru Ban. Daneben befindet sich gleich die Cité du Temps und die neue Omega-Manufaktur.

## Rechtsstreit
Die Swatch-Gruppe geht in mehreren Ländern rechtlich gegen Apple, Inc. vor, weil nach Ansicht von Swatch eine Verwechslungsgefahr bei den eingetragenen Marken iSwatch und iWatch (Apple) besteht. Es handelt sich bei beiden Geräten um Smartwatches. Die Apple Watch ist seit dem 24. April 2015 erhältlich.